# Lemuel Boulware
Lemuel Ricketts Boulware (Springfield, 1895 – Delray Beach, 7 novembre 1990) è stato un dirigente d'azienda statunitense.

## Biografia
È stato responsabile delle relazioni industriali ed esterne dal 1947 al 1961 della General Electric,  e vice presidente della stessa Società dal 1956.
Influenzò Ronald Reagan nella sua conversione dal liberalismo del New Deal al Partito Repubblicano di Barry Goldwater.

## Il Boulwarismo
La strategia negoziale aggressiva, del "prendere o lasciare", messa a punto in General Electric dopo il successo degli scioperi generali del 1946, è nota come "Boulwarismo".